# Anomiopus paraensis
Anomiopus paraensis là một loài bọ cánh cứng trong họ Bọ hung (Scarabaeidae).